# خوش به‌حال پولداران
خوش به‌حال پولداران (انگلیسی: Beati i ricchi) یک فیلم کمدی ایتالیایی است که در سال ۱۹۷۲ منتشر شد. این فیلم در ایران با همین نام و با دوبله فارسی در سینما شهر قشنگ اکران شد.

## گزیدهٔ بازیگران
- پائولو ویلاجیو
- لینو توفولو
- سیلوا کوشچینا
- پی‌یرو ویدا
- یوجین والتر
- انتسو روبوتی
- جیجی بالیستا
- ندا آرنریچ
- انریکا بوناکورتی
- اولگا بیسرا